# 李卓謙
李卓謙（英語：Trevor Lee Cheuk Him，1990年9月13日—）是香港無綫電視的新聞從業員。曾職港聞組首席記者并兼任翡翠台新聞主播、《新聞透視》主持之一、《講清講楚》主持之一、明珠台港聞組記者、無綫財經資訊台節目旁述。2021年擢升為 TVB 新聞及資訊部助理採訪主任 .

## 簡歷
李卓謙小學時期就讀德信學校，中學升讀香港大角咀聖芳濟書院，後來入讀香港樹仁大學新聞與傳播學系，期間曾任青年文學獎副主席（該職位之前一直由香港大學及香港中文大學學生擔任）。2019年兼讀香港大學國際關係學碩士課程。
2012年大學畢業後加盟無綫電視新聞部，先後擔任駐廣州記者和駐北京記者。2015年起擔任翡翠台《晚間新聞》主播，並擔任周末《晚間新聞提要》常規主播，2017年起擔任翡翠台《午間新聞》主播。2017年8月起兼任《六點半新聞報道》主播。2019年9月起與黃曉瑩一同擔任《六點半新聞報道》常規主播。同年接替張文采主持《新聞透視》。李亦曾為無綫電視五十周年台慶節目《一路走來半世紀》、特備節目《一帶一路》擔任主持，並為外購節目《航拍中國》、《如果國寶會說話》等旁述。2020年7月晉升至首席記者，2021年7月晉升至助理採訪主任。

## 採訪經歷
- 2015年9月22日，到美國採訪2015年習近平訪美。
- 2015年10月19日，到英國採訪2015年習近平訪英。
- 2015年11月7日，到臺北再轉到新加坡，採訪兩岸領導人會面。
- 2016年1月16日，到臺北採訪第14屆中華民國總統選舉。
- 2016年2月6日，到臺南採訪2016年高雄美濃地震。
- 2016年4月1日，到慈雲山發射站報道亞視牌照結束。
- 2016年7月18日，到德國維爾茨堡採訪2016年維爾茨堡火車襲擊事件。
- 2017年，到斯里蘭卡、馬來西亞等一帶一路沿線國家採訪，製作新絲路．新思路。
- 2017年5月14日，到北京採訪第一屆一帶一路國際合作高峰論壇。
- 2018年2月7日，到花蓮縣採訪2018年花蓮地震。
- 2018年6月9日，到新加坡採訪美朝峰會。
- 2018年6月23日，到泰國清萊府採訪睡美人洞救援行動。
- 2018年7月5日，到泰國布吉島採訪布吉島遊船傾覆事故。
- 2018年11月24日，到高雄採訪2018年中華民國地方公職人員選舉。
- 2018年12月29日，主持2018兩岸大事回顧。
- 2019年5月4日，到曼谷採訪泰國國王瑪哈·瓦集拉隆功加冕儀式。
- 2019年12月29日，改為主持《2019香港大事回顧》，拍檔為黃曉瑩，接替原屬的主持人潘蔚林及黃珊。
- 2020年1月11日，到臺北採訪第15屆中華民國總統選舉。
- 2020年8月1日，主持《行政長官專訪》。
- 2020年12月29日，改為主持2020兩岸大事回顧。
- 2021年12月25日，再次主持2021兩岸大事回顧。
- 2022年5月8日，主持第六任行政長官李家超。
- 2022年12月24日，再次主持2022兩岸大事回顧。
- 2023年12月31日，改為主持《2023香港大事回顧》，拍檔為黃曉瑩，接替原屬的主持人潘蔚林及黃珊。
- 2024年12月29日，再次主持《2024香港大事回顧》，拍檔為黃曉瑩。

## 外部連結
- 李卓謙的新浪微博
- 李卓謙的Instagram帳戶